# 国鉄C56形蒸気機関車

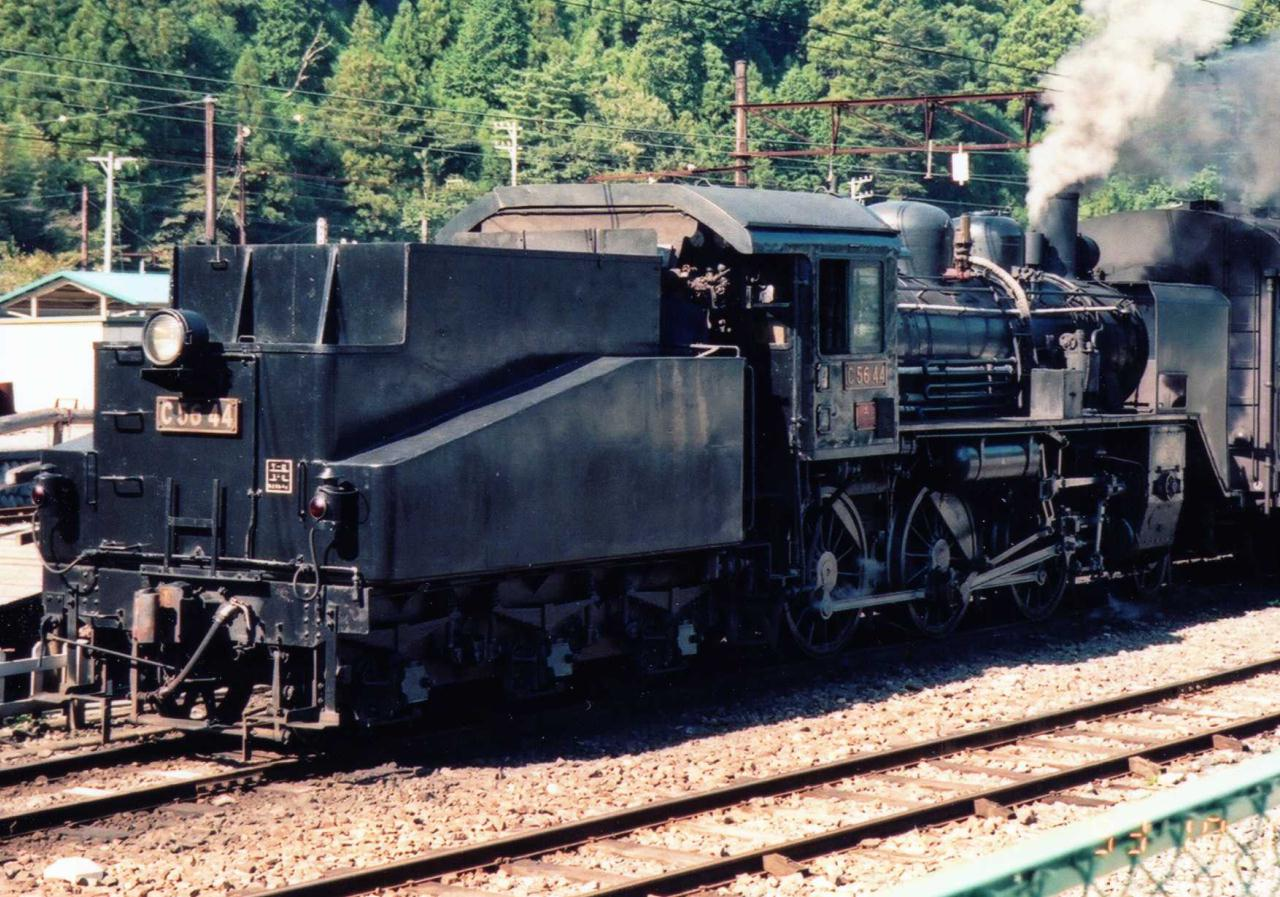
C56 44（1993年10月 千頭駅）炭水車側面を大きく欠き取って後方視界を確保した

国鉄C56形蒸気機関車（こくてつC56がたじょうききかんしゃ）は、日本国有鉄道（国鉄）の前身である鉄道省が製造した小型軽量テンダー式蒸気機関車（テンダー機関車）である。愛称はシゴロク、シーコロ、またはポニーである。

## C56形以前
1872年（明治5年）以来続いた鉄道の建設も、主要幹線の整備の目処が立つと、政治的圧力を背景に輸送需要の大きくない閑散支線区の建設促進へと移行していった。
当時こうした線区での蒸気機関車は、幹線の需要増大と速度向上に対応できずに幹線から撤退した旧型機、雑多な旧式輸入機が充てられていた。しかし、幹線と支線との需要落差が広がると、幹線用機関車は旧型機であっても大き過ぎて支線へ転用不可能となることと、輸入車両の老朽化・部品確保困難に起因する整備費用増大が見込まれた。
そこで昭和初期に至って、閑散支線に最適化された、小型軽量で保守の容易な機関車が計画されることとなった。

## C56形の開発
上記のとおり本線より著しく低規格な簡易線には、大型機関車は入線できない。このためまず短距離線区向けには1932年（昭和7年）にタンク式のC12形が開発された。軽量で前後進の容易な小型機である。
しかし比較的長距離の線区では、C12形では石炭と水の搭載量が少ないので、運用に適さない。このためC12形から水槽と炭庫をはずし、テンダー式に設計しなおされたのがC56形で、両形式は共通部分の多い系列設計となっている。これは制式蒸気機関車系列化の先達であるドイツにおいて支線区向けに設計された、64形タンク機と24形テンダ機の設計手法を参考にしたと思われる。両形式は形態もC12形、C56形にそれぞれ類似している。
当時は簡易線には、転車台が設置されている箇所が少なかった。C12形はタンク機関車のためバック運転（逆機）は容易であるが、C56形はテンダー機関車のため後方が見にくくならないよう、炭水車の炭庫側面を大きく欠き取って後方視界を確保したスタイルが特徴的である。しかし、実際にはC12形と異なり従輪がなく、逆機時の走行特性が著しく低下した。これが原因で脱線が多発したため、低速での入換を除けば、逆機はあまり行われなかったといわれている。

## 製造
鉄道省向けとしては、1935年（昭和10年）から1939年（昭和14年）までの間に160両が製造されている。製造メーカーは川崎車輛、汽車製造会社、日立製作所、日本車輌製造、三菱重工業の各社である。このほかに、樺太庁鉄道向けに4両、民間向けに1両が製造されている。
製造年次ごとの番号と両数は次のとおりである。
- 1935年（昭和10年）：C56 1 - 24（24両）
- 1936年（昭和11年）：C56 25 - 87（63両）
- 1937年（昭和12年）：C56 88 - 121（34両）
- 1938年（昭和13年）：C56 122 - 154（33両）
- 1939年（昭和14年）：C56 155 - 160（5両）

製造所別の番号と両数は次のとおりである。
- 川崎車輛（22両）
  - C56 6 - 11（製造番号 1551 - 1556）
  - C56 49 - 58（製造番号 1699 - 1708）
  - C56 89, 90（製造番号 1777, 1778）
  - C56 155 - 160（製造番号 2094 - 2099）
- 汽車製造（24両）
  - C56 12 - 14（製造番号 1299 - 1301）
  - C56 23 - 26（製造番号 1352 - 1355）
  - C56 59 - 67（製造番号 1395 - 1399, 1418 - 1421）
  - C56 112 - 119（製造番号 1518 - 1525）
- 日立製作所（40両）
  - C56 1, 2（製造番号 622, 623）
  - C56 15, 16（製造番号 628, 629）
  - C56 68 - 73（製造番号 737 - 742）
  - C56 91 - 95（製造番号 825 - 829）
  - C56 102 - 106（製造番号 863 - 867）
  - C56 127 - 146（製造番号 970 - 989）
- 日本車輛製造（27両）
  - C56 17 - 19（製造番号 373 - 375）
  - C56 27 - 37（製造番号 405 - 415）
  - C56 74 - 78（製造番号 416 - 420）
  - C56 96 - 98（製造番号 477 - 479）
  - C56 120 - 122（製造番号 558 - 560）
- 三菱重工業（47両）
  - C56 3 - 5（製造番号 155 - 157）
  - C56 20 - 22（製造番号 166 - 168）
  - C56 38 - 48（製造番号 173 - 183）
  - C56 79 - 88（製造番号 189 - 198）
  - C56 99 - 101（製造番号 203 - 205）
  - C56 107 - 111（製造番号 207 - 211）
  - C56 123 - 126（製造番号 221 - 225）
  - C56 147 - 154（製造番号 229 - 236）

### 樺太庁鉄道C52形
またC56形の同形車が、南樺太が日本の統治下にあった1942年（昭和17年）に、軌間1,067 mmで敷設された樺太庁鉄道向けに4両（C52 1 - 4。製造番号 961 - 964）が日本車輌製造で製造されている。これらは、1943年（昭和18年）4月1日、南樺太の内地化に伴い鉄道省に編入され、C56 161 - 164となった。その後、1944年（昭和19年）9月に本土からC56 103・152が樺太鉄道局に転出したが、1945年（昭和20年）の敗戦により、6両全部が樺太を占領したソビエト連邦に接収されている。
これらは、酷寒地仕様として内地のような開放的なキャブ（運転室）から密閉式のキャブへと変更されている。1947年（昭和22年）に、鉄道職員としてサハリンに残留した日本人鉄道員によって、ユジノサハリンスク機関区でソ連仕様の塗装になっていたのが実見されている。車体色は黒であったものの、動輪は赤、炭水車は水色であったという。また、接収後の動向については資料がなく、詳らかでない。一部の情報では1960年代まで残っていたという。

### 雄別鉄道C56形
C56形はその特性から地方私鉄での運用にも適性の高そうな機関車ではあるが、私鉄が自社発注したC56形の同形機は、雄別鉄道に納入された1001のみしか存在しない。同機は1941年（昭和16年）に三菱重工業で製造（製造番号 290）され、旅客列車牽引などに使用されていたが、先輪脱線により使用停止され、1970年（昭和45年）の同鉄道廃止とともに廃車解体された。最後は、冷蔵庫のCM撮影用に真っ白に塗られていた。
同機は、戦時中アメリカ軍の銃撃にもあった被災機関車でもある。

## 運用
製造当初は、日高本線・米坂線・小海線・飯山線・大糸線・越後線・七尾線・三江北線・木次線・小松島線・妻線・宮之城線・山野線などの路線に投入された。

### 軍事供出

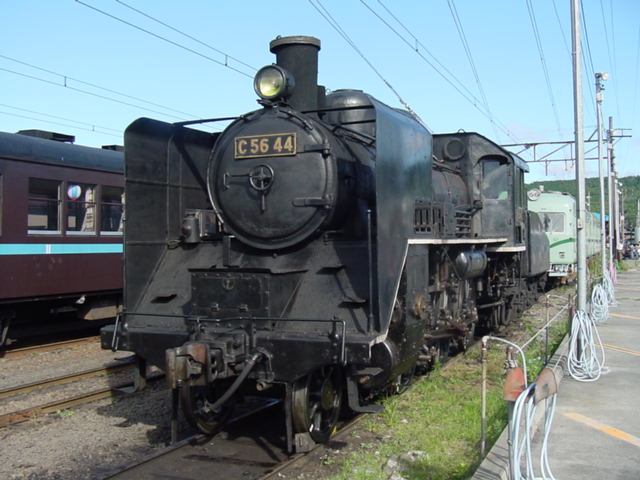
タイより帰還し、大井川鐵道で動態保存されていた当時のC56 44。（2001年7月 新金谷駅）

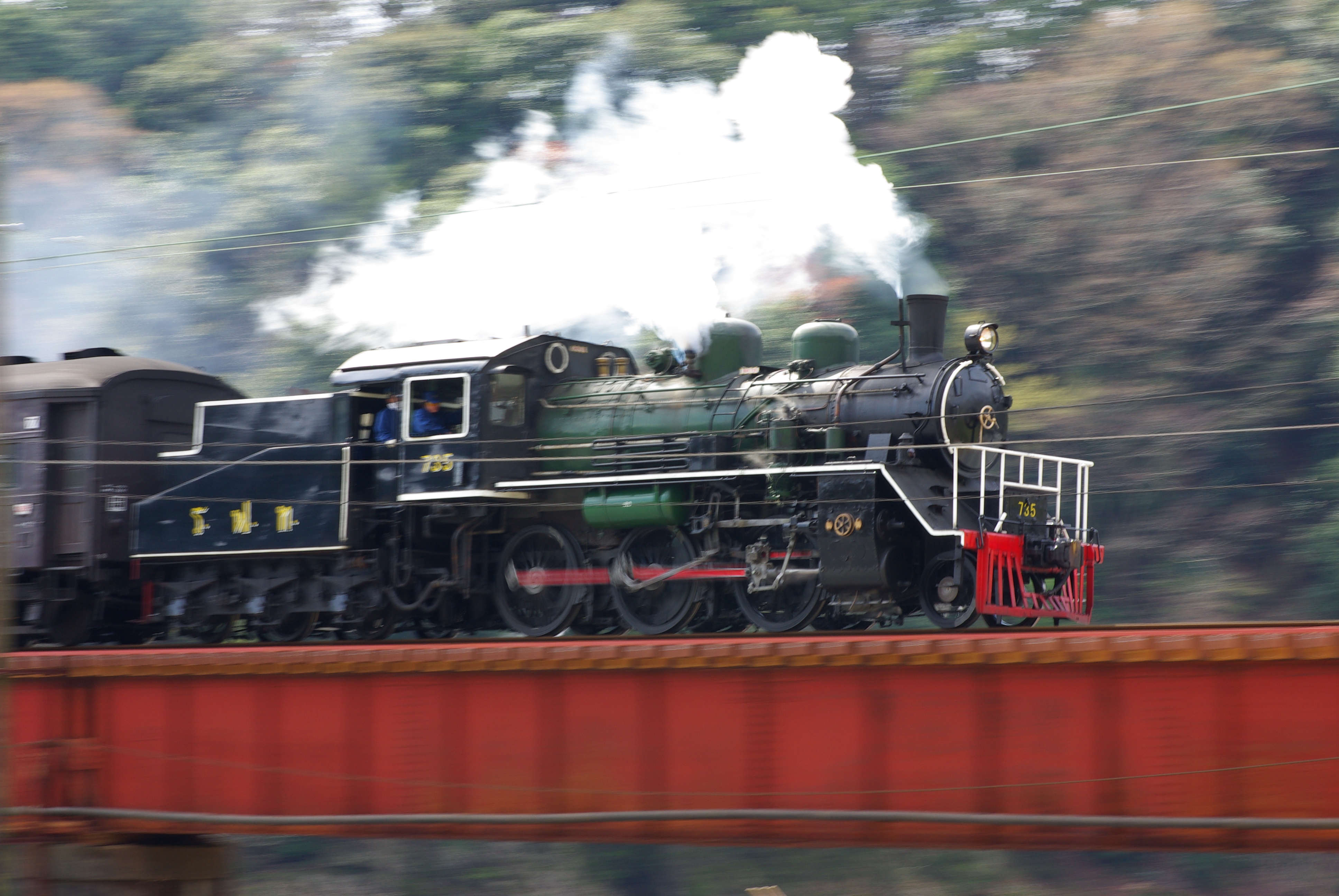
疾走するタイ国鉄色C56 44。2008年3月

C56形は軽量小型でありながら長距離の運用に適する設計であるために軍部より注目され、太平洋戦争開戦直前の1941年（昭和16年）11月および12月に、製造された160両のうち半数以上の90両 (C56 1 - 90) が供出され、タイ・ビルマ（現・ミャンマー）へと送られた。
供出に際しての主な改造内容は、
- 車輪のタイヤを特殊形状のものと嵌め換えて軌間をメーターゲージに変更[注 3]
- 空気ブレーキを真空ブレーキに変更
- 除煙板を撤去
- 薪を燃料とするため、焚口を拡大し、炭水車の炭庫上部を柵で囲う[注 4]
- 連結器を交換
- 車両限界の差異に基づき屋根や煙突・蒸気溜めドームの縮小改造
- 熱帯地方向けのインジェクタに交換

などである。
タイに送られたC56形は、当時建設中だった泰緬鉄道の主力機関車として運用されることになる。しかし太平洋戦争が激化し、ビルマ戦線の戦いも始まった。C56形は、地雷や爆撃・銃撃を受け大破した車両も多数あった。そのためC56形は、昼間は運行せず夜間に細々と運行され続けたという。また、泰緬鉄道は突貫工事のうえ酷使に次ぐ酷使で線路が悪く、橋上で脱線転落し失われた機関車もあった。敗色濃厚となった戦争末期には、鉄橋が破壊されるなどして緊急の退却の際に機関車を連れて行けない場合も多く、敵に機関車を利用されないために、鉄道連隊の将兵の手によってカマに爆薬を詰められ、機関車を、時には苦楽をともにした将兵も自ら体をくくり付け爆破する「機関車の自決」も度々行われた。そして終戦後、泰緬鉄道は各地で寸断・線路は荒れ果て壊滅的な状況に陥っていた。同時に多くのC56形が廃車置き場に留置され、無惨な姿をさらしていた。
その後、運転ができるC56形は泰緬鉄道が復旧した戦後も使用され、46両がタイ国鉄700形 (701 - 746) として使われた。番号の新旧対照は次のとおりである。タイに上陸した本形式は下記の他に35と56があるが、両機はインパール作戦の敗北後、ビルマ側に取り残され、戦後、同国の国鉄に引き継がれている。
タイ国鉄 701 - 746 ← C56 3 - 18, 20, 21, 23 - 26, 28, 30 - 32, 34, 36 - 41, 43 - 55
これらは1970年代後半から1980年代前半まで使用され、現在でも713 (C56 15) ・715 (C56 17) がタイ国鉄の手によってトンブリ鉄道工場（バンコク都内）で動態保存されている。また1979年（昭和54年）には、725 (C56 31) と735 (C56 44) が日本に帰還することになった。この2両は数多い出征機関車の中でも特別な存在である。C56 31は泰緬鉄道開通式に使われた機関車で、C56 44はタイで使われたC56形の中で、現地で組立てられた機関車の第1号機関車であった。両機ともに、ロッドなどの細部の部品がいたるところ他の同型出征機関車から流用・修理されており、その戦歴を物語る。
現在、C56 31は靖国神社の遊就館で静態保存、C56 44は大井川鐵道で動態保存されている。C56 44は、帰国後にオリジナルの姿への復元が行われたが、車両限界の関係から切り詰められた屋根（機関銃を乗せるためという説もあった）や、切り落とされた炭水車の一部などにタイ時代の面影が残っていた。大井川鐵道の「かわね路号」に用いられた。その後の活躍は#C56 44を参照。
一方、ビルマ国鉄に編入された機関車は12両あり、クラスC (Class C) として使用されたのが確認されている。機関車番号は次のとおりであるが、タイ側から移った前述の2両以外は、日本時代との番号対照は不明である。なお、ビルマ国鉄の機関車番号は登録順に付されたもので、一連の番号にはなっていない。
0516, 0518, 0521, 0522 (C56 56), 0523, 0524, 0525 (C56 35) , 0527, 0531, 0656, 0676, 0680
これらは、1977年（昭和52年）から廃車が開始され、最後に廃車となったのは1987年（昭和62年）の3両 (0518, 0522, 0656) で、そのうちの1両 (0522) はミャンマー国内で静態保存されている。

### 国内残存のC56形
戦後に国内に残った68両の本形式は大規模な配置換えが行われ、北陸地方、甲信越地方、中国地方、九州地方で使用された。使用線区は、小海線・飯山線・大糸線・越後線・七尾線・三江北線・木次線・妻線・宮之城線・山野線。ほかにも北海道や横浜などでも、ごく少数が入換用に使用されていた。
運用路線に閑散線区が多かったことや限られた牽引力から、優等列車牽引にはほとんど用いられなかったが、木次線では1953年（昭和28年）から1959年（昭和34年）まで陰陽連絡の快速列車「ちどり」運用を線内全線通しで担った。
北海道では90両が供出される以前は本形式が多数配置され、各路線で主力機として運用されていたが、供出後の配置換えで数両のみ残り、その後はC11形に取って代わられた。運用末期は入換用として過ごし、本州のC56形より一足早く1960年代には姿を消した。
C56形が使用されていた各地の簡易線では、後継のディーゼル機関車がなかなか実用化されなかったのが幸いし、比較的後年まで貨物列車牽引用に残っていた。しかし、簡易線区用に開発されたDD16形ディーゼル機関車が貨物牽引用に投入・置き換えが始まった。
特筆事項の一つとして、SLブームの1972年（昭和47年）10月、鹿児島本線でのお召し列車牽引 (C56 91+92) がある。C56 92は半年後の1973年（昭和48年）4月に、日南線でC11 200との重連で再びお召し列車を牽引した。
1973年（昭和48年）夏に、小海線でC56形が2か月間復活した（臨時列車「SLのべやま号」、中込 - 小淵沢間）。小型軽快で高原地帯を走る姿が小馬（ポニー）を連想させ、「高原のポニー」と呼ばれた。これ以降「ポニー」がC56形の愛称になった。
1974年（昭和49年）、三江北線の貨物列車牽引を最後にC56形は定期運用を退いた。

## C56形の被災
国内に残存したC56形の中のうち、前述の雄別鉄道1001がアメリカ軍の銃撃によってボイラーや主軸、動輪などが破損したほかに、快速「ちどり」専用機だったC56 111も同じく空襲時の銃撃で被災しているが、いずれものちに復旧されており、戦災による廃車は出ていない。

## 保存機

### 動態保存機
下記の2両が動態保存されている。

#### C56 44

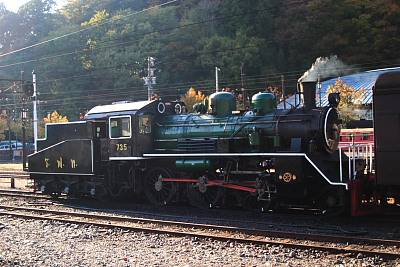
タイ国鉄仕様として生まれ変わったC56 44（2007年11月 千頭駅）

1936年（昭和11年）3月6日に三菱重工業神戸造船所で落成（製造番号 179）。同月中に札幌機関庫に新製配置された。同年10月5日に恵庭市で開催された陸軍大演習のために、恵庭 - 札幌間でお召し列車を牽引した経歴がある。1941年（昭和16年）9月、軍事供出でタイに送られることになり、同年11月に大宮工場（現・大宮総合車両センター）で動輪はメーターゲージ仕様のものに改軌され、同国に送られた。1942年（昭和17年）1月17日の到着後、バンコクのマッカサン工場でタイ国有鉄道（タイ国鉄）の仕様に改造された本機は、同国南部に送られて使用されるようになり、のちには泰緬鉄道でも使用されるようになった。戦後にはタイ国鉄で735として使用されたが、1970年代半ばに廃車となり、チュンポン駅に放置された。それが1978年（昭和53年）6月に日本の研究家によって発見され、従軍帰還者や様々な人々に支援され、1979年（昭和54年）6月に日本に帰国した。同月25日に横浜港に到着、同29日に大井川鉄道（現・大井川鐵道）に搬入された。同鉄道で動態復元され、しばらくは千頭駅構内で展示されていたが、同年12月18日付で設計認可を受け、1980年（昭和55年）1月29日にC12 164とのプッシュプルで営業運転を開始した。この際のタイ国鉄仕様のメーターゲージ（1,000 mmゲージ）の動輪から1,067 mmゲージの動輪への変更は、C12 93のものが使われ、元のメーターゲージの動輪はいずれも日本国内で保存されている。その動輪のほか連結器など、業務で必要な部分は改装（復元）されたが、復帰の経緯もあり、しばらくの間は炭水車にタイ文字が書かれているなどタイ国鉄仕様のまま運用され、その姿が大井川鉄道配属初期の写真などに残されている。C56形以外も含め数百両に上る出征機関車のうち、ただ1両、現役機として“奇跡の生還”を果たした出征機関車である。同年春ごろに外装などが、徐々にほぼ日本国鉄仕様に戻された。
しかし、老朽化が激しくなり、2000年（平成12年）に大修理が行われたが、なおもボイラーの老朽化が激しいために、同鉄道で日本ナショナルトラスト所有のC12 164を除いて最も非力（単機で牽引できるのは客車3両以下が限界だった）となったことから、2003年（平成15年）12月17日付で休車となった。C11 190の配置で新金谷車両区が手狭となったため、2004年（平成16年）4月ごろから千頭駅構内に留置されていたが、2006年（平成18年）9月に新金谷車両区に回送され、2007年（平成19年）2月に同車両区で再整備が開始された。老朽化が激しいボイラーは、同鉄道の部品取り機であったC12 208のものを整備し転用。外装は、日本とタイの修好120周年を記念して、タイ国鉄仕様に復元されることとなった。タイ文字のほか、日本国内で運転されている国鉄形式の機関車ではまず見ることのない緑色のボイラーや、赤い排障器などカラフルなものとなった。2007年（平成19年）3月27日にボイラー交換作業が完了し、同年7月24日に塗装が開始された。同9月4日に報道陣公開のうえ火入れ式が行われた。同月中に本線試運転を行い、翌10月7日に営業運転を再開した。3年ほどこのタイ国鉄仕様で運用されたが、2010年（平成22年）9月に行われる定期検査に合わせて、再び日本国鉄仕様に戻すことが決定され、タイ国鉄仕様での本機の運用は同月中旬ごろまでとなった。2011年（平成23年）1月29日に日本国鉄仕様で営業運転を再開したが、前面のナンバープレートのみ、形式入り（「C5644」の下に小さく「形式 C56」と書かれたナンバープレート）のものとなった。安全のため、ボイラー交換前と同様に、客車3両以下が単機牽引許容範囲となっている。
2015年（平成27年）夏には、前年からのウィルバート・オードリー原作のイギリスの幼児向けテレビ番組『きかんしゃトーマス』とのタイアップ企画「きかんしゃトーマス号」の運行に伴い、本機も登場キャラクターである「ジェームス」を模した姿に改装され、7月11日から8月28日の間で計16日間、「きかんしゃジェームス号」として運行された。
2016年（平成28年）から2019年（令和元年）までの「きかんしゃジェームス号」の運行記録は以下のとおり。
- 2016年（平成28年） - 7月23日から8月28日まで。
- 2017年（平成29年） - 7月22日から8月28日まで。
- 2018年（平成30年） - 7月1日から8月26日まで
- 2019年（令和元年） - 7月20日から9月1日まで。

主要諸元は以下のとおり。
- 全長：14.325 m
- 全高：3.900 m
- 全幅：2.936 m
- 重量：37.63 t
- 空重量：34.27 t
- 炭水車重量：27.90 t
- 炭水車空重量：12.90 t

なお不具合のため、2019年（令和元年）9月2日からは運用離脱中。

#### C56 160

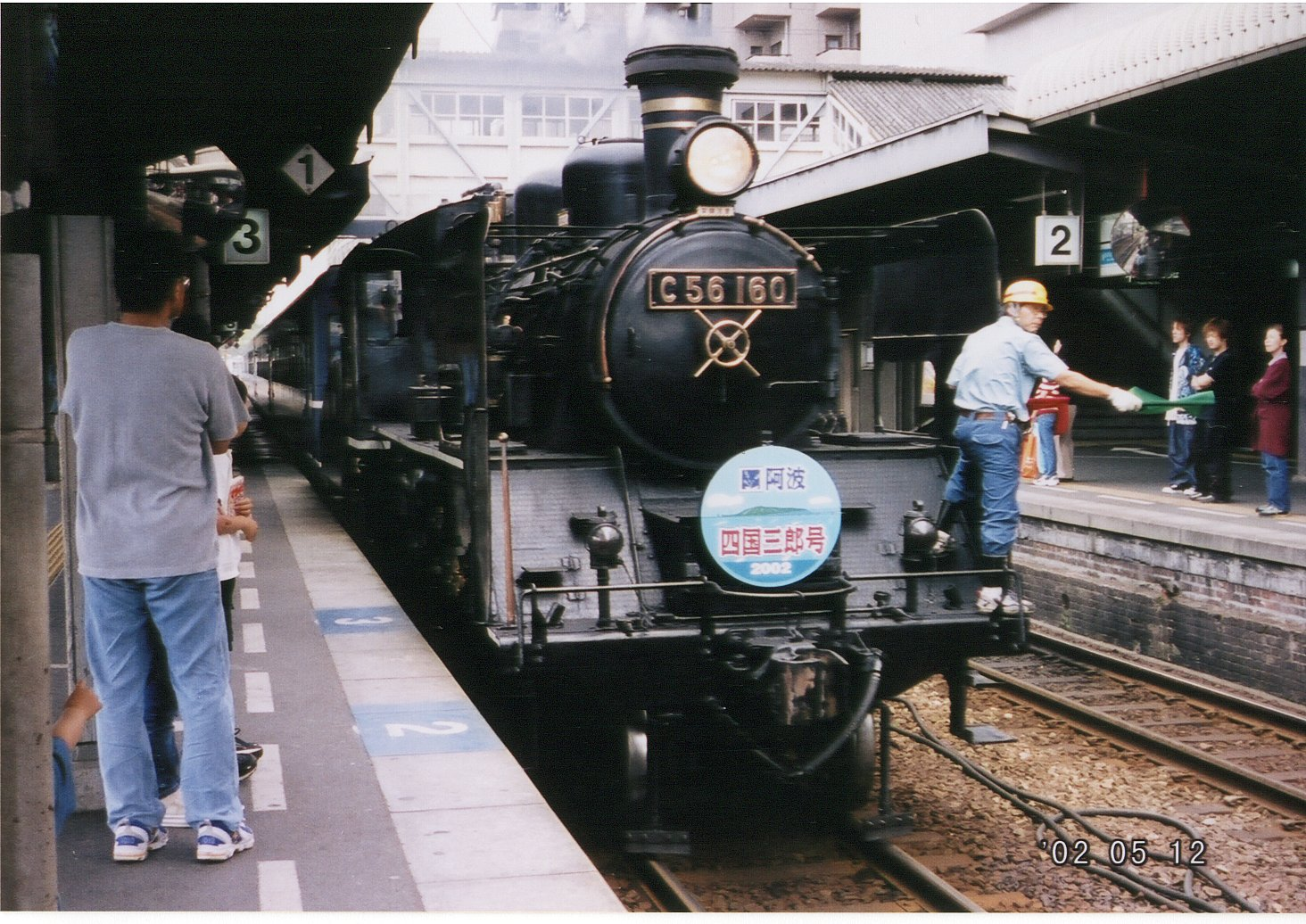
2002年に「SL阿波四国三郎号」として運行されたC56 160（徳島駅にて撮影）。現在のところ、これが平成期の徳島県における唯一の蒸気機関車運転となっている

西日本旅客鉄道（JR西日本）京都鉄道博物館（旧・梅小路蒸気機関車館）で動態保存されている。本機はC56形のラストナンバー機として完成。主に「SL北びわこ号」の牽引機関車として活動していた。
2014年（平成26年）10月17日、2017年（平成29年）を目処に、梅小路蒸気機関車館にて「SLスチーム号」として構内運転程度にて動態保存されているD51 200を本線で運用できるように大規模な修理を施し復活させ、「SLやまぐち号」・「SL北びわこ号」の牽引機関車を同機に置き換えることを発表した。
2018年（平成30年）5月6日をもって山口線での運用を終了し、同月27日をもって、「SL北びわこ号」の牽引を終了した。本線運用を引退し、D51 200と交代した。また同日には、本線運用引退に伴い、引退セレモニーが行われた。

### 今後の新規動態保存機
下記の1両が大井川鐵道で動態復元される予定である。

#### C56 135
1938年（昭和13年）3月10日に日立製作所笠戸工場で落成（製造番号 978）。同年4月30日に出水機関区に新製配置された。その後は広島機関区、木次機関区、浜田機関区、米子機関区（現・米子運転所）を経て、1969年（昭和44年）4月28日に宮崎機関区に転属した。それ以降は入換作業や、妻線の貨物列車牽引に使用された。この他、1972年（昭和47年）に開催された第27回国民体育大会に伴うお召し列車を、同年10月に牽引した経歴がある。運用末期には吉松機関区に転属し、山野線等の貨物列車牽引に使用された。1974年（昭和49年）4月23日付で休車となり、同年6月20日付で廃車となった。
1975年（昭和50年）2月18日に滝野町（現・加東市）に貸与され、滝野文化会館（現・加東市地域交流センター）で静態保存されていたが、のちには播磨中央公園に移設された。しかし2021年（令和3年）、車両を管理する加東市が老朽化等の理由で撤去する方針を打ち出し、その経緯を新聞報道等で知った大井川鐵道から譲渡の申し入れがあり、同鉄道への譲渡が同年11月2日に決定。2022年（令和4年）2月10日に同公園から搬出され、同月12日に大井川鐵道に搬入された。同鉄道が2025年（令和7年）に創立100周年を迎えることから、「創立100周年記念チャレンジプロジェクト」の一環として、本機の動態復元を目指してクラウドファンディングに挑戦することを同年9月20日に発表。なお、目標金額は合計3億円であり、動態復元工事期間は2023年（令和5年）1月から2025年（令和7年）12月までの予定である。

### 静態保存機
廃車されたC56形は下記の20両が静態保存されている。本形式との縁が深かった長野県での保存がきわめて多い。
| 画像 | 番号    | 所在地                                                           | 備考 |
| ---- | ------- | ---------------------------------------------------------------- | --- |
|      | C56 110 | 埼玉県草加市氷川町2104 氷川中公園                                | 現役時代は浜田機関区で活躍した。 |
|      | C56 31  | 東京都千代田区九段北3丁目1-1 靖国神社 遊就館                     | C56 44と同様、南方に供出されタイより帰還した車両。旧・タイ国有鉄道725で、1979年（昭和54年）に靖国神社に奉納された。泰緬鉄道開通記念列車を牽引したといわれ、供出前は七尾機関区に所属していた。ナンバープレートはC5631に付け替えられているが、1,000 mm軌間、ピン・リンク式連結器、運転室屋根形状など、供出時およびタイ国鉄時代に変更された部分がそのまま残る。 日本国内に現存する最若番機。                                                                        |
|      | C56 139 | 神奈川県横浜市中区 神奈川臨海鉄道横浜本牧駅機関庫内 ※ 通常非公開 | 1965年（昭和40年）に廃車後、中央鉄道学園で教習用となっていたが、1986年（昭和61年）に同学園が閉鎖されたため神奈川臨海鉄道が引き取り、修復の上で保管・維持している。 通常は非公開だが、イベントなどの際に公開されることがある。左写真は2013年（平成25年）5月27日の神奈川臨海鉄道50周年記念イベント時のもので、後方にディーゼル機関車を連結した上で構内走行を披露した。 発煙筒と扇風機を使用し、さも煙を吐いているかのような演出もなされた。                        |
|      | C56 159 | 石川県羽咋郡志雄町 志雄町公民館前子供の広場 ※ 解体済み           | 1995年（平成7年）に解体され、現在は動輪のみが京都鉄道博物館に保存されている。 |
|      | C56 123 | 石川県七尾市万行町 希望の丘公園 ※ 解体済み                       | 1997年（平成9年）に解体され、現在は動輪のみが七尾鉄道発祥の地（七尾港付近）に保存されている。 |
|      | C56 126 | 山梨県北杜市小淵沢町7741 北杜市立小淵沢小学校                    | 長野工場式集煙装置のレプリカを備える。 |
|      | C56 149 | 山梨県北杜市高根町清里 清里駅前                                  | かつては同市「美しの森たかね荘」で保存されていたが、車体全体に錆が発生し荒廃状態であった。清里駅前ロータリー再開発事業の一環として外観を修繕し、2009年（平成21年）7月に移設された。 |
|      | C56 94  | 長野県大町市大町 西公園                                          | |
|      | C56 96  | 長野県南佐久郡南牧村大字野辺山79-3 歴史民俗自然公園              | 1975年（昭和50年）8月1日に野辺山駅近くに開業したSLホテル「高原列車SLホテル」に客車5両と連結した状態で設置された。1987年（昭和62年）にホテル廃業後、機関車は現在地に移転し引き続き保存されている。 |
|      | C56 101 | 長野県佐久市中込1881-1 成知公園（旧中込学校）                    | |
|      | C56 124 | 長野県安曇野市明科中川手2928-1 龍門淵公園                        | |
|      | C56 129 | 長野県飯山市南町24-3 鉄砲町児童公園                              | |
|      | C56 144 | 長野県小諸市丁311 小諸城址懐古園駐車場                           | |
|      | C56 150 | 長野県北安曇郡白馬村大字北城9468 白馬アルプスオートキャンプ場    | |
|      | C56 135 | 静岡県島田市金谷東2丁目新金谷駅構外側線                          | 1975年に（昭和50年）旧滝野町が国鉄から借り受け、兵庫県立播磨中央公園（兵庫県加東市下滝野）に保存されていた（写真はその当時のもの）。大井川鐵道で動態復元される予定（詳細前述）。 |
|      | C56 98  | 京都府京都市右京区嵯峨天龍寺車道町 ジオラマ・京都・JAPAN         | |
|      | C56 111 | 兵庫県宝塚市雲雀丘4丁目2−1 雲雀丘学園小学校                      | |
|      | C56 131 | 島根県松江市学園南1丁目21 松江市北公園                           | 2003年（平成15年）に移転 |
|      | C56 108 | 島根県雲南市木次町新市409 木次体育館                             | |
|      | C56 106 | 広島県府中市高木町1898 国府児童公園                              | |
|      | C56 92  | 鹿児島県出水市上鯖淵 肥薩おれんじ鉄道出水駅西口                  | 同市内の総合運動公園から2008年（平成20年）3月に移設。 |
|      | C56 99  | 鹿児島県薩摩川内市城上町 ダチョウドリームエコランド ※ 非公開     | 以前は霧島市のユースホステル敷地内にあり、ホステルの閉館後は野ざらしで放置された状態になっていたが、日置市のリサイクル業者である丸山喜之助商店が落札して修復し、同社が2012年（平成24年）7月に開設した「ダチョウドリームエコランド」に保存展示された。色は海・太陽・月・森をイメージした色と未来への懸け橋「虹」をモチーフにしたカラフルな塗装に塗り替えられた。その後、2016年（平成28年）5月31日限りでダチョウドリームエコランドが閉園したため以後の消息は不明。 |
|      | C56 91  | 鹿児島県西之表市 ※ 解体済み                                      | 戦後日本国内に残った最若番機。1995年（平成7年）に解体され、現在は動輪のみが市内の若狭公園に保存されている。 |

### 日本国外保存機
泰緬鉄道で使用されていたC56形は、戦後は46両ほどがタイ国鉄で使用されていたが、大半が1970 - 80年ごろにかけて廃車された。このうちC56 15（タイ国鉄713）・17（同715）が前述のようにタイ国鉄トンブリ鉄道工場（バンコク都内）で動態保存されているほか、静態保存されている車両もある。
その状況は次のとおりである。
- 702 (C56 4) ：ナムトックサイヨークノイ駅。
- 713 (C56 15) ：タイ国鉄トンブリ鉄道工場（バンコク都内）で動態保存。
- 714 (C56 16) ：フワランポーン駅（バンコク都内）構内。
- 715 (C56 17) ：タイ国鉄トンブリ鉄道工場（バンコク都内）で動態保存。
- 719 (C56 23) ：クワイ川橋梁駅横のクワイ川橋梁公園。炭水車は錆びて穴が開いているなど状態はあまり良くない。
- 728 (C56 36) ：ナコーンラムパーン駅付近。
- 733 (C56 41) ：タイ国鉄マッカサン鉄道工場（バンコク都内）。先輪がなく、整備待ちの保管中という状態。
- 738 (C56 47) ：バンコク科学博物館敷地内に放置されていた[19]。数年前にバンコク西方郊外のFilm Archive（タイ映画博物館）に移設され整備・保存されている[20]。
- 744 (C56 53) ：チェンマイ郊外のRoyal train garden resortで客車をつないで屋根付きで保存されている[21]。

- タイのナムトックサイヨークノイ駅で保存されている702 (C56 4)
- トンブリ鉄道工場で動態保存されている713 (C56 15)
- フワランポーン駅構内で保存されている714 (C56 16)
- トンブリ鉄道工場で動態保存されている715 (C56 17) 。713の次位に連結されていた
- クワイ川橋梁駅横の公園で保存されている719 (C56 23)
- ナコーンラムパーン駅付近で保存されている728 (C56 36)
- マッカサン鉄道工場構内で保管されている733 (C56 41)
- バンコク郊外のFilm Archive(タイ映画博物館)で保存されている738 (C56 47)
- ミャンマーのタンビュザヤで保存されているC0522 (C56 56)

ミャンマーでは、0522 (C56 56) が、1995年（平成7年）にミャンマー政府の観光振興事業の一環として、タンビュザヤ（泰緬鉄道のビルマ側起点）鉄道公園に静態保存されている。

## 登場した作品

### TV番組
- みんなの童謡（NHK総合テレビジョン） - 汽車ポッポにC56 44が登場した。東京放送児童合唱団の歌唱に合わせて走行シーンが流れた。
- ぼくの夏休み（フジテレビ系列） - 第1話にC56 44が登場した。

### コンピューターゲーム
- SLで行こう（Playstationソフト、1998年12月17日発売） - C56 160が登場した。